# Beemster
Beemster je obec v Severním Holandsku a zároveň jeden z nejstarších nizozemských polderů.
Obec má 9702 obyvatel (31. května 2018) a má rozlohu 72,08 km2 (z toho 2,80 km2 vody). Součástí Beemsteru jsou Middenbeemster, Noordbeemster, Westbeemster, Zuidoostbeemster, Halfweg a Klaterbuurt.
V Middenbeemsteru se narodil malíř Carel Fabritius (1622–1654), Rembrandtův žák.

## Polder
Polder vznikl na počátku 17. století vysušením stejnojmenného jezera. Získané území o ploše větší než 7000 ha bylo využito především pro zemědělské účely. Kulturní krajina Beemsteru zahrnuje pole, větší sídelní celky i samostatné statky, odvodňovací kanály, hráze či cesty.
Území polderu bylo rozděleno dle geometrického vzoru, který byl použit v souladu s renesančními principy krajinného inženýrství a plánování. Rozdělení země bylo založeno na pravoúhlém systému. Jednotlivá pole měla obdélníkový tvar o rozměrech 180 × 900 m. Pět těchto základních jednotek tvořilo modul 900 × 900 m. Čtyři tyto čtverce byly následně součástí většího čtverce. Silnice a kanály byly vedeny po obvodu čtverců polí ve směru sever–jih a východ–západ s budovami podél silnic.

## Světové dědictví UNESCO
Od roku 1999 je polder na seznamu světového dědictví UNESCO.

V Beemsteru leží pět pevností, jež jsou součástí obranné linie Amsterodamu, která je od roku 1996 uvedena také na seznamu světového dědictví UNESCO.

## Fotogalerie

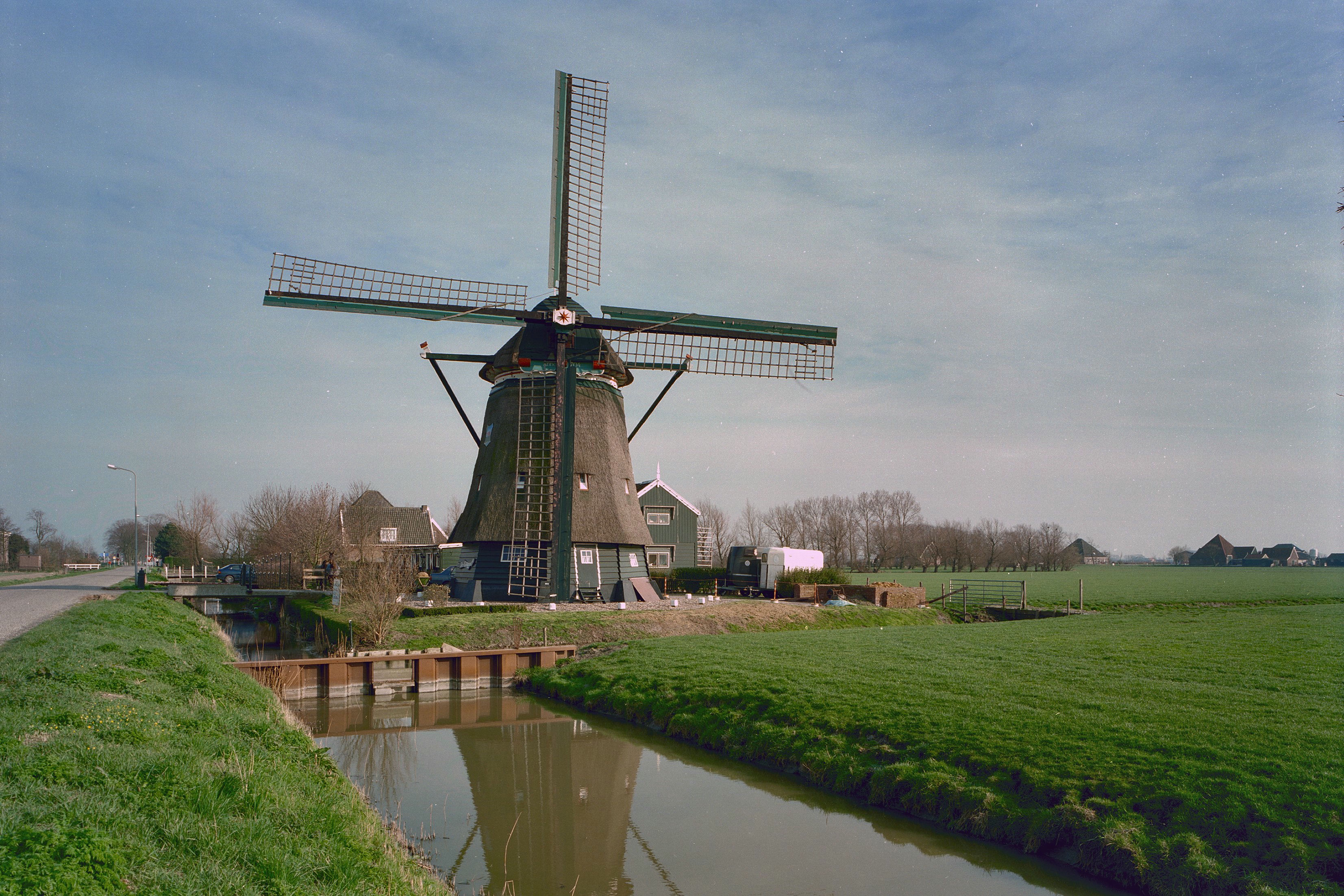
Větrný mlýn v Beemsteru
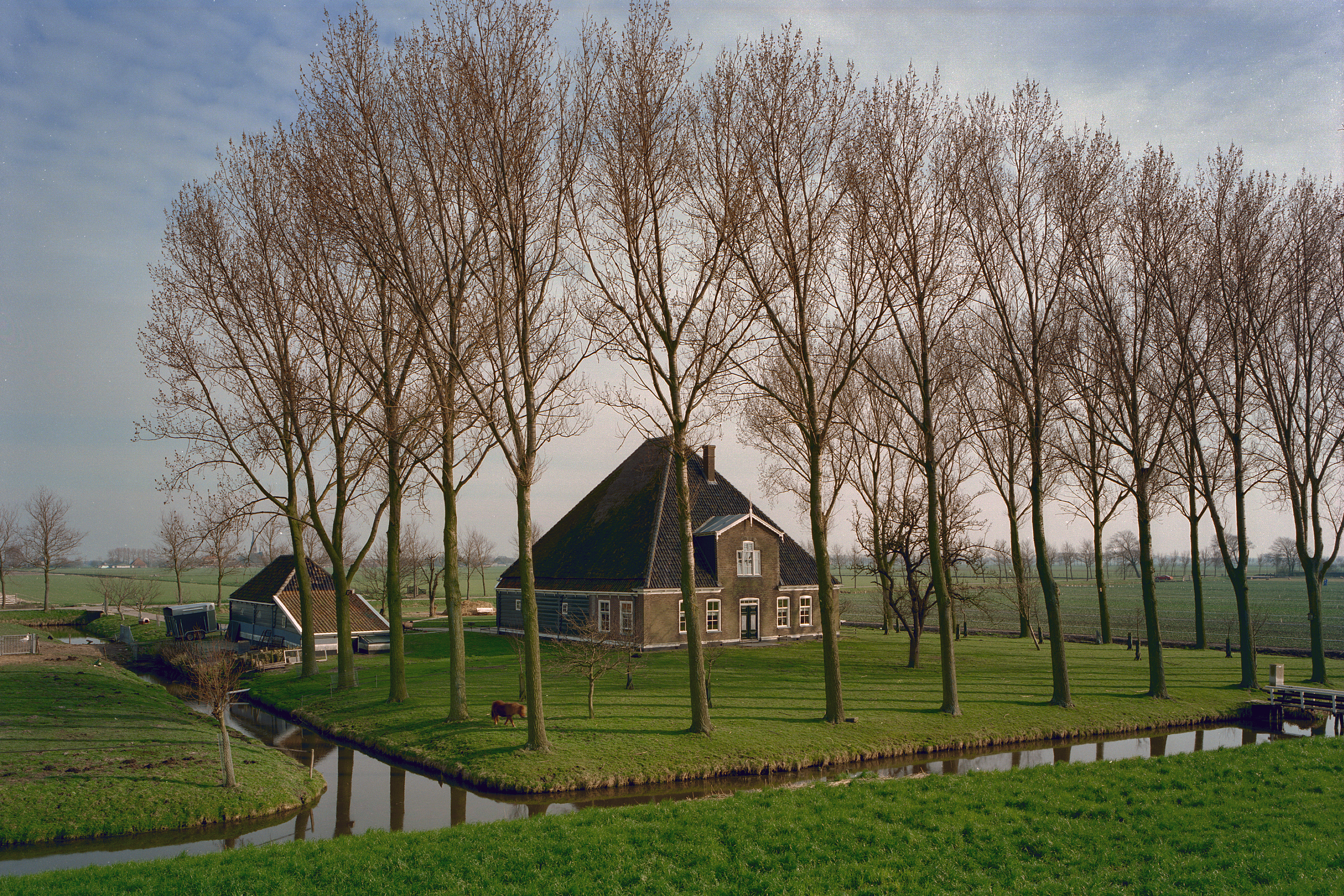
Usedlost v Beemsteru
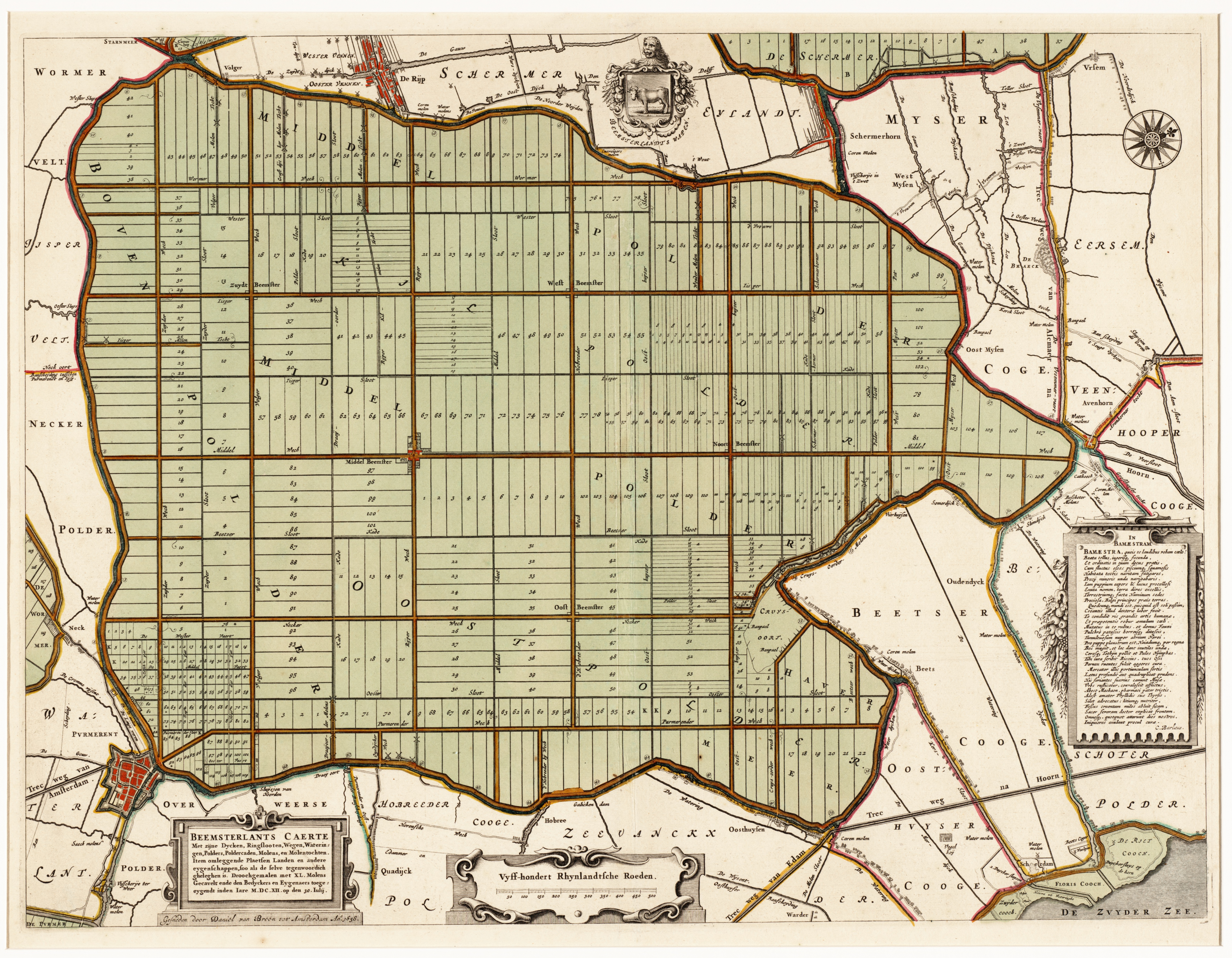
Mapa Beemsteru z roku 1658
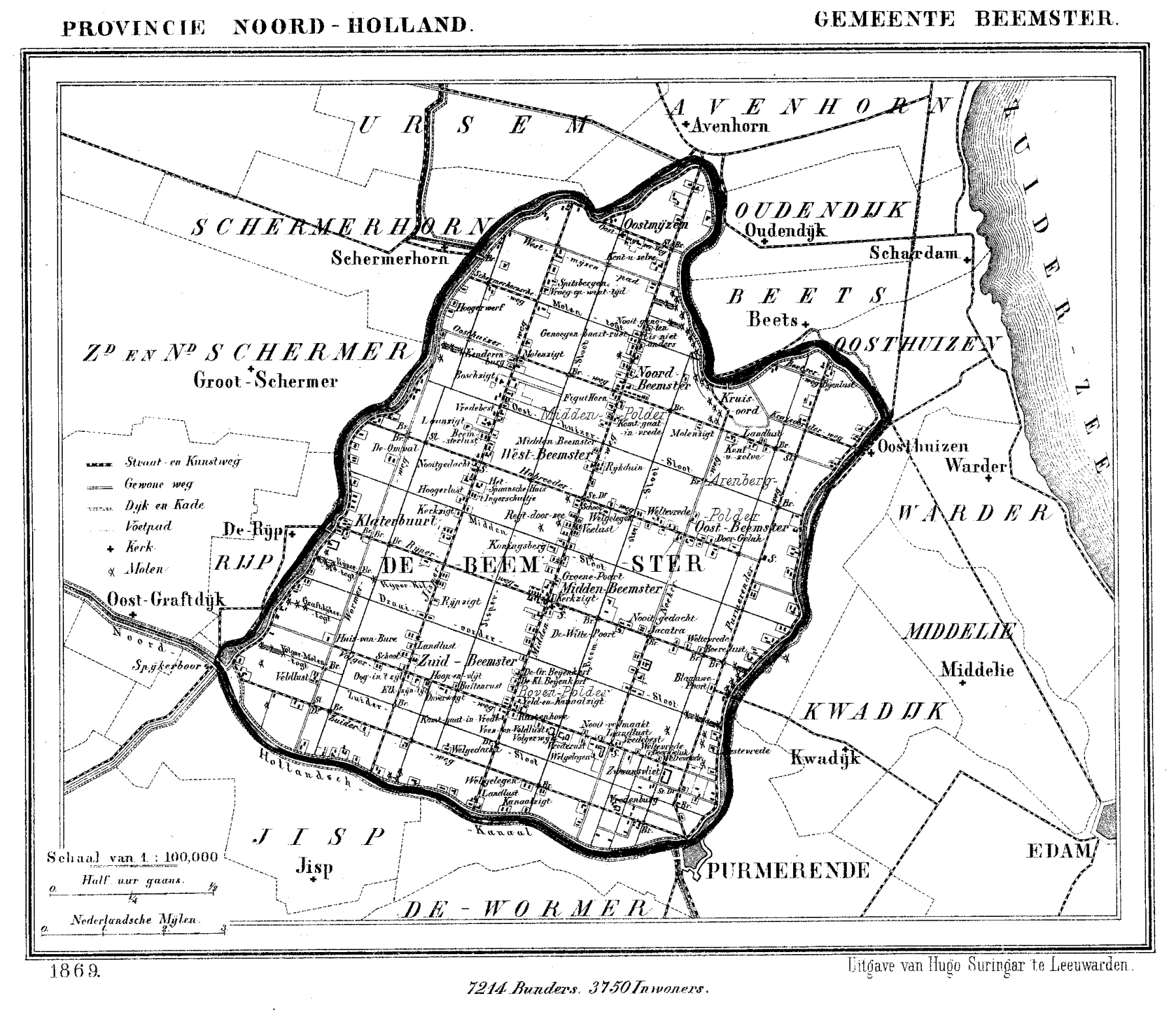
Mapa Beemsteru z roku 1869
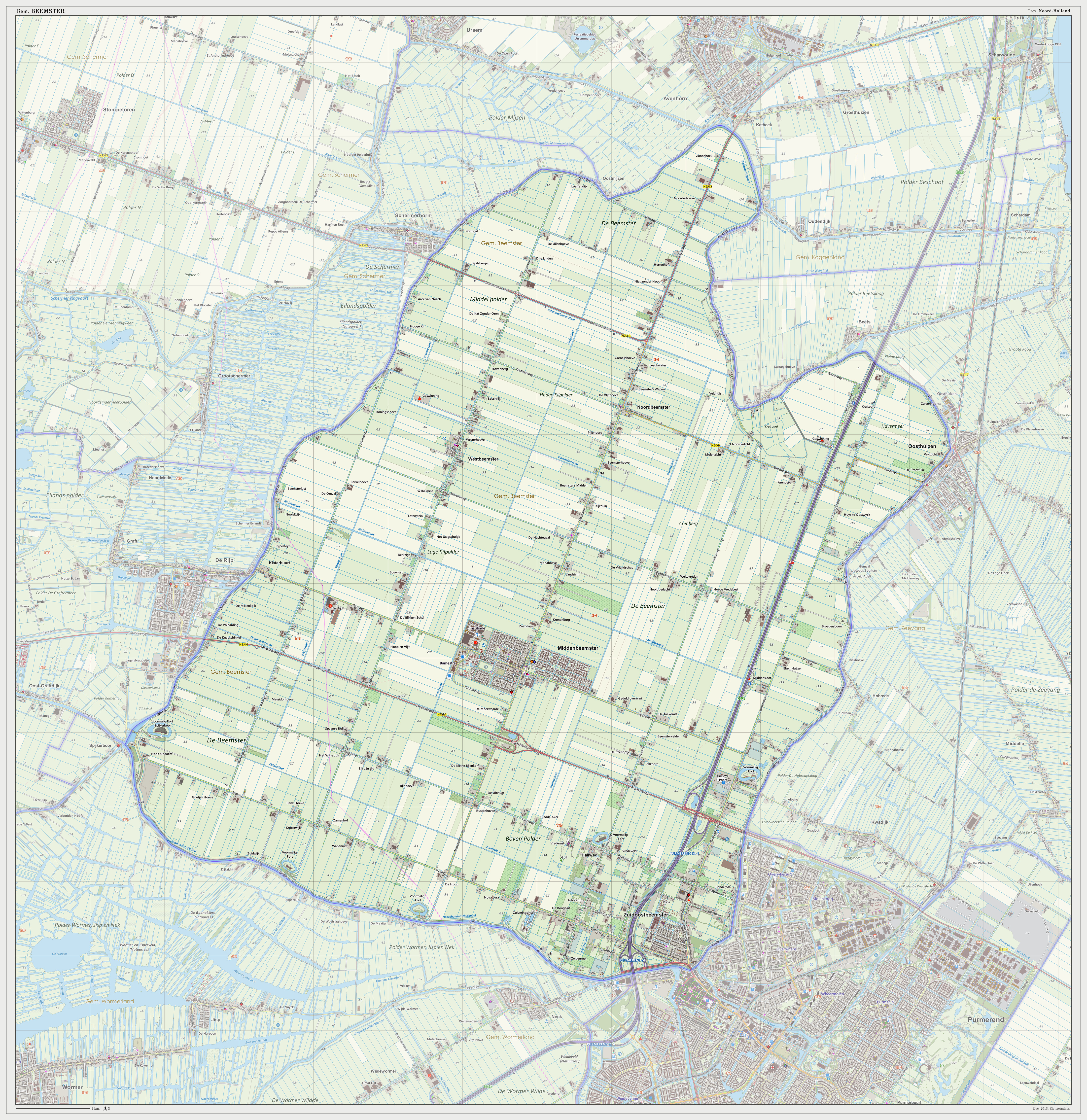
Mapa Beemsteru z roku 2014